# Brugervenlighedsafprøvning
Brugervenlighedsafprøvning er i it-terminologi en systematisk undersøgelse af et systems brugervenlighed.